# Aufstand in Anbar Januar 2014

Die irakische Provinz Anbar

Der islamistische Aufstand in der Provinz Anbar war ein im Januar 2014 eskalierter Konflikt zwischen Al-Qaida im Irak bzw. Islamischer Staat im Irak und in Syrien (ISIS) auf der einen und den schiitisch-dominierten irakischen Streitkräften auf der anderen Seite. Sunnitische Stammesmilizen kämpften gegen beide Seiten.

## Entwicklung
Als Auslöser wird die Räumung eines sunnitischen Protestlagers an einer Autobahn nahe der westlich von Bagdad gelegenen Stadt Ramadi am 27. Dezember 2013 gesehen, wobei 14 Menschen ums Leben kamen; der irakische Ministerpräsident Nuri al-Maliki hatte das Lager als von Al-Qaida unterwandert beschrieben.
Am 1. Januar waren in Falludscha zwei Polizeiwachen in Brand gesetzt und Hunderte Häftlinge befreit worden; am 2. Januar hat die ISIL die Städte Ramadi und Falludscha angegriffen. Falludscha wurde während des Tages eingenommen, während Ramadi nur teilweise eingenommen und von Stammesmilizien und der Polizei verteidigt wurde. Nuri al-Maliki rief die Einwohner und Volksstämme in Falludscha auf, die Al-Qaida-Kämpfer aus der Stadt zu vertreiben.

## Reaktionen

### National
Aus Protest gegen die Räumung des sunnitischen Protestlagers beendeten 44 Parlamentarier ihr Mandat im irakischen Parlament.

### International
Der amtierende Außenminister der Vereinigten Staaten John Kerry bot alle erdenklich mögliche Hilfe an, schloss jedoch aus, erneut amerikanische Truppen in den Irak zu entsenden.
Jay Carney, Pressesprecher des Weißen Hauses, konkretisierte diese Hilfe, indem hundert Hellfire-Raketen früher als geplant geliefert sowie zehn ScanEagle-Aufklärungsdrohnen zur Verfügung gestellt werden sollten.
Der Iran bot Hilfe in Form von Beratern und Ausrüstung an: er werde diese sofort in den Irak schicken, wenn eine Anfrage vorläge. Der iranische Stabschef Mohammad Hedschasi schloss allerdings die Entsendung von Truppen in den Irak aus.